# ザ・アメイジング・デジタル・サーカス
『ザ・アメイジング・デジタル・サーカス』(英:The Amazing Digital Circus、略称:TADC)は2023年から公開されているオーストラリアのWebアニメ。
メディアによっては『ジ・アメイジング・デジタル・サーカス』、『アメイジング・デジタル・サーカス』と呼ぶ場合があるが、基本的に日本での展開は後者の呼称で行われている。

## 主要
Gooseworxがシドニーのアニメーションスタジオ、 グリッチ・プロダクションズに依頼して制作されたWebアニメ。2023年10月13日にパイロット版がYouTubeで公開された。
日本では同月の30日に吹き替え版が公開された。音声は設定で変更可能である。なお、2024年2月17日に開催されたアニー賞にて、キャラクターアニメーション賞TV/配信作品部門にノミネートされている。
本作は、アニメやゲームに似た仮想世界に迷い込んだ女性の冒険を描いており、ポップで個性的なキャラクターやダークな物語を特徴としている。
月刊コロコロコミック及びコロコロイチバン!で漫画化されることが発表された。

## あらすじ
奇妙で不可思議なデジタル・サーカス。ヘッドセットを身に着けたピエロの少女・ポムニがデジタル世界へと迷い込んでしまった。
デジタル世界は一見すると色鮮やかで楽しげな様子だが、何らかの理由でこの世界へ来た人間は全員、デジタル世界に閉じ込められる上に、その世界観に見合ったキャラクターに姿を変えられてしまっている。絶対的な力を持つ無邪気で狂ったAI「ケイン」の元、彼らはおかしなイベントをこなす毎日を延々と繰り返し、ふとした切っ掛けで自我と肉体が崩壊してしまうという地獄のような世界で生き続けている。
ここに住んでいる住民のように人間としての名前を失ってしまったポムニは脱出を試みようとするのだが、ポムニの周りにはおかしな出来事が起こってしまうのだった。

## 登場人物

### メイン
ポムニ/Pomni
本作の主人公。ふとした出来事から「デジタル・サーカス」に迷い込んだ人間の女性。25歳。一人称は「私」。赤と青のツートンカラーを基調とする少女の姿をしたピエロ（jester, 宮廷道化師）の風貌をしている。 シニカルで無気力気味な上、非常に内気かつ後ろ向きで怖がり、泣き虫でトラブルメーカーな性格。
内股気味で首をすくめており、特に得体に知れない環境下やホラーではひどく臆病で神経質になってしまう。加えて泣き声がとてつもなく煩い。
あまりに臆病なため恐怖やトラブルなどに巻き込まれると途端にパニック状態になり、すぐに大声で泣き喚くが、話が進むにつれ他者を気遣ったり励ましたりする姿も見せるようになる。基本的にはホラーや恐怖、幽霊が大の苦手。だが、根底には思いやりのある一面があり、特に自分と同じ境遇の人を見かけると、手を差し伸べずにはいられない優しい性分をもつ。時折、その手の知識がなければ分からないような専門用語を唐突に口走る事があり、仲間からは反応に困られることが多々ある。手足や眼球は引っ張ると長く伸びる。息を止めると顔の色が変化する。
人間だった時にチェーン店のスーパーで経理の仕事をする傍ら、刺激を求めて廃墟探索をする様子をYoutubeで配信していた（視聴者はいなかった模様）と語っている。
ラガタ/Ragatha
人型のぬいぐるみの女性で、右目がボタンになっている。一人称は「私」。30歳。お淑やかな性格で新入りのポムニを気遣うお姉さん的な存在。身体にダメージを負う事態になっても、気丈に振る舞おうとする。
内心の不満や不安を隠して明るく親切に振る舞っているほか、嫌な出来事を何とか無視したりする が、ふとした切っ掛けで、心に隠していた不安・恐怖などを吐露してしまう面がある。
唯一というほどムカデが苦手。体を切断されたり、高温の油に放り込まれても大体は無傷で済んでいる。息を止めると髪が逆立つ。また、公言していないが野球の知識もある模様。
大富豪の農家の生まれで、怒鳴るなど虐待的な母親がおり、サーカスに来るまでは不動産業界で働いていたことを語っている。
ジャックス/Jax
ピンクのオーバーオールを纏った薄紫色のウサギの男性。一人称は「俺」または「僕」。団員の中では最年少の22歳。嫌味でずる賢く、暴力的な行為（破壊・殺人など）を好み、他者への配慮を持とうとしない、生意気で衝動的かつ自己中心的な性格。自分のことをイケメンと名乗るなどナルシストな一面も。ジョークが大好き。集合体恐怖症のためトウモロコシを嫌っている。
身近な相手に対して意地悪したりする面が顕著で、よくポムニやガングルをからかったりする他、冒険ではそれが目立つ点が多く、目的の為なら手段を選ばない。また、秘密主義者であり、肝心なことを共有しない姿勢を一貫している。時折、誰もいない方向に向かっておかしな発言や意味深長なコメントをする点が特徴的ともなっている。なお、本人は面白さを見せるムードメーカーだと自己認識している。銃の扱いがうまい。ちなみに彼の名前は当人が自分自身で命名したもの。
ガングル/Gangle
ネガティブな性格の女性。26歳。顔は盾のような形状の仮面、身体は5本の赤いリボンからなる姿をしている。壊れやすい喜劇の仮面と、頑丈な悲劇の仮面を持っており、仮面によって表情が変わる。基本的には喜劇の仮面を着用しており愛想よく振舞っている。喜劇状態の彼女の口調と性格は、本編において描写が少なく、喜劇面が壊れるとさらにネガティブになってしまう模様。
他人を気遣う一面もあるが、元の悲観的な態度をあまり崩さない為、よくジャックスのからかいの的にされている。ズーブルから一度、新しい仮面を貰ったことがあるが、着用すると普段とは正反対の性格になってしまった。
息を止めると仮面が回る。絵を描くことやある漫画が好き。現実では免許や資格を所有しているのか、大型車両の運転もこなせる一面がある。人間だった時にはファストフード店での労働経験があるほか、グラフィックデザインのコミュニティガレッジに入っていたが中退した。
キンガー/Kinger
団員の中で一番の古株。48歳。紫色のマントを羽織ったチェスのコマのような風貌。メインキャラクターの中では身長が最も高い。長い間、サーカスにいた生活の影響で時々おかしな言動をとる等、情緒が不安定な面を見せている。
かつてサーカス内に妻がいたが、その妻と死別した過去を持つ。それ以来暗がりでは正気に戻る。また、長きにわたる狂気的な世界での暮らしや、彼以降のメンバーが次々とバグになる等々の凄惨な別れを経験している所為なのか常に孤立した状況を好んでいる。　
デジタル世界に詳しく物知りだが、小心者で肝心な時にすぐ忘れてしまう。
息を止めることで体を光らせることができる。また目や手は胴体から離れており、手は本体から独立して動かすことも可能で数十トンの物を投げ飛ばすほどの怪力がある。昆虫採集が趣味であり、枕への執着心が強い一面をもつ。
過去にコンピュータ科学を学んだ経験がある模様。
ズーブル/Zooble
ブロックやパーツを積み上げたような外見をしている団員。22歳。アイデンティティーが判別できない不安からか、他のメンバーに比べて不機嫌でイライラとした態度を隠そうとせず、NGワードを発するほど口が非常に悪い。また、ジャックスのように能動的でないとはいえ、本人自身も暴力的な一面を持つ。
普段は毒舌かつ偏屈な性格で気だるそうな雰囲気だが、ポムニやガングルを元気づける優しさも持っている。ジャックスとは仲が悪く、よくいがみ合っている。風貌と口調は女性のようだが、本人は性別を忘れている。パーツを取り外したり、組み上げることが可能で話ごとにパーツが変わっている。また、ぶつかる・爆発などの強い衝撃でよくバラバラになるが自然に元に戻る。
冒険に着いていこうとしないことが多いものの、その一方でサーカスに来たばかりの新入りを気遣ったり、皆がイベントに参加してる間にとある準備を一人でこなしていたり、（ジャックスを除く）仲間たちに代わってケインの冒険を抗議・指摘したりと、大変利他的な一面も持っている。
現実ではバーで働いたりタトゥー・アーティストとして活動したりしていた。また、ポムニのように撮影はしていなかったものの、廃墟に立ち入ったことがきっかけでサーカスに来たことをほのめかしている。
ケイン/Caine
サーカスの団長。当該作品におけるデジタル世界の管理者たるAIで、シルクハットと赤い燕尾服を纏い、巨大な歯茎の内側に目玉が2個ある頭部をもつ異形な姿のアバターで現れる。本作における敵役の立ち位置となっている。
融通が利かない自己中心的な性格で、大げさなほどに陽気かつ重大な情報を隠したがる秘密主義、加えて己の弱みを見せようとしない完璧主義者でもある。
彼にとってサーカスは、この上なく素晴らしいエンターテイメントであり、キャラクターとなった人間たちを第一優先で楽しませようと奮闘し、サーカスのメンバーを悪意なく冒険で楽しませようとしているが、AIである故かメンバーとなっている人物たちの心情は理解できていない。そのため、団員たちがこの冒険がいいという提案にも決して耳を貸そうとしない。
自分の理解が及ばない事態には兎に角逸らかそうとしており、うっかり口を滑らせる等少し抜けているが、ルールにはやはり厳しい。
冒険の準備、運営をしている、冒険に登場するNPCも作るが使い回しもある。バグ化したメンバーは地下室に送ることで対応している。提案ボックスに気づかない鈍感な一面も。また、目玉がブルースクリーンとなった状態で動きが止まったりするなどの不可解な動きを見せることもしばしば。
NPCには徹底して冷たいが、自身が人間とNPCを判別できなくなる事を酷く恐れている。
そして何より、自分のアイデンティティーである『冒険の提供』を否定されると、デジタル世界そのものを崩壊しかねないエラーを引き起こす恐れも秘めている。
バブル/Bubble
ケインの相方のシャボン玉。半透明の泡に黒く丸い瞳と鋭い牙がついているのが特徴。
基本としてはケインに従う使い魔的な立ち位置だが、身勝手な行動をしてケインに割られることが多い。料理や掃除などの雑事をこなしており、デジタル食を作れる。
時折、ケインが戸惑うくらい変わった行動をすることがある。

### ゲスト
カフモ/Kaufmo
ピエロの男性。サーカスの出口を求めており、その後何らかの原因で精神が崩壊しバグと化してしまった。その後ポムニ達が葬式をする。ラガタ曰く彼のジョークがつまらなかった時には皆が愛想笑いをし、怒らせてしまったこともあった。
グローインク・クイーン/Gloink Queen
身体の両端に口がある害虫のようなグローインクズの支配者。4話ではファストフード店の客として登場。グローインクにはそれぞれ名前があり、「ブランビー」「スケサーズ」「レオシュー」が判明している（吹き替えによっては名前が異なる）。
プリンセス・ルーリラル/Princess Loolilalu
キャンディ王国のお姫様（日本語版では女王）。通称「ルー」。とてもフレンドリーで平等な性格。ケインを神だと信じており、ポムニたちを神の騎士だと信じる。ジャックスによって生き返ったファッジモンスターに捕食された。
ガンミグー/Gummigoo
グミでできたワニの強盗。2人の手下を連れている。粗暴だが母親想い。自分がNPCだと知り希望を失うが、ポム二に慰められて一緒に裏世界を脱出する。2話のラストで消滅したが、4話にて復活していた（なお、ポムニのことは覚えていなかった）。
ファッジモンスター/Fudge Monster
チョコレートのモンスター。かつては王国の護衛だったが、住民を食べすぎたせいで追放された。最後は生き返り国民達を捕食した。
マックスとチャド/Max and Chad
ガンミグーのグミワニパートナー。
天使/Angel
ミルデンホール男爵に追われた天使の生きた死体。
ゴーストリー/Ghostly
ホラーマンションの案内役を務めていた幽霊。難易度の説明をするが、ジャックスによって掃除機に吸い込まれた。
セオドア・ミルデンホール男爵/Baron Theodore Mildenhall
元狩人で現在は故人。テープレコーダーを通して会話することが可能。天使によって正気を失い、妻マーサを射殺した。
マーサ・ミルデンホール/Martha Mildenhall
セオドア・ミルデンホール男爵の妻。
オーブスマン/Orbsman
ファーストフード店の客。青い球体が集まって人の形をとったようなキャラクター。かつてポムニが来る前にラガタ達と冒険していた。ラガタは親しげに挨拶していたのに対し、ジャックスは彼を嫌っていた。
イービルビッグトップス/Evil Big Tops
ポムニ達率いるビッグトップスの対戦相手の野球チーム。メンバーは全員、ポムニたちとよく似た外見に正反対の性格をしており、なぜかガングルに対応する者はいない。
イービル・ポムニ/Evil Pomni
正反対のポムニ。禁止用語を平気で喋る。ジャックスからは気に入られている。
イービル・ラガタ/Evil Ragatha
正反対のラガタ。小悪魔のような性格をしている。ラガタに対して嘲るような言葉をかけている。
暴君コーチ/Coach Dictatorer
正反対のキンガー。
イービル・ジャックス/Evil Jax
正反対のジャックス。彼とは違い気弱で友好的な性格をしている。
イービル・オーブスマン/Evil Orbsman
正反対のオーブスマン。本物と違い体の色が赤い。
バズーブル/Bazooble
正反対のズーブル。相手を煽るような態度を取る。
リビット/Ribbit
過去にいたサーカスの一員。蝶ネクタイをしたカエルの姿をしている。カフモの前にバグとなった。

## キャスト
| 役名                                    | 原語版声優                 | 日本語吹替     |
| --------------------------------------- | -------------------------- | -------------- |
| ポムニ                                  | リジー・フリーマン         | Arran          |
| ラガタ                                  | アマンダ・ハフォード       | 本間詩織       |
| ジャックス                              | マイケル・コヴァッチ       | 菅原壮一郎     |
| ケイン                                  | アレックス・ロション       | 菅原壮一郎     |
| ガングル                                | マリッサ・レンティ         | 王怜馨         |
| ズーブル                                | アシュリー・ニコルズ       | 王怜馨         |
| キンガー                                | ショーン・チップロック     | 久賀稜大       |
| バブル                                  | Gooseworx                  | 久賀稜大       |
| パイロットのキャラクター                |                            |                |
| グローインク・クイーン                  | エルシー・ラブロック       | 久賀稜大       |
| キャンディー運び屋大騒動!のキャラクター |                            |                |
| プリンセス・ルーリラル （ルー）         | ベラ・タン                 | 出口美佳       |
| ガンミグー                              | ジャック・ホーキンス       | 勝沼紀義       |
| チャド                                  | ジャック・ホーキンス       | 久賀稜大       |
| ファッジモンスター                      | ライル・ラス               | 成林ジン       |
| 青いNPC                                 | ライル・ラス               | 成林ジン       |
| マックス                                | ハミッシュ・プレッジマーズ | 成林ジン       |
| ミルデンホール邸の謎のキャラクター      |                            |                |
| 天使                                    | ペイトン・グッドウィン     | 原語版流用     |
| ゴーストリー                            | WizardzWiz                 | フルゴオリ     |
| セオドア・ミルデンホール男爵            | ティム・アレクサンダー     | ヨッシ～バラン |
| マーサ・ミルデンホール                  | マリッサ・レンティ         | 魚住アリナ     |
| ファストフード仮面舞踏会のキャラクター  |                            |                |
| オーブスマン                            | ベンボ・デイビス           | 仲峰歩久斗     |
| 男性NPC                                 | アレックス・モラー         | 仲峰歩久斗     |
| 女性NPC                                 | ホイットニー・デイビス     | 紫巴美里       |

## 各話リスト
| 話数 | イトル                                                                                          | 脚本      | 絵コンテ | 演出                          | 公開日          | 日本語吹替版公開日 |
| --- | ----------------------------------------------------------------------------------------------- | --------- | --- | ----------------------------- | --------------- | ------------------ |
| 第1話 | Pilot パイロット (YouTube) エピソード1 (Netflix)                                                | Gooseworx | ロビン・フレンチ (リード) ネダ・レイ                                                                        | Gooseworx                     | 2023年 10月13日 | 2023年 10月30日    |
| 突然「アメイジング・デジタル・サーカス」のメンバーになったポムニは、他の見慣れないキャラクターや団長のケインと出会い、いたずら好きなグローインクズを捕まえるための冒険に出発する。しかし、不在だったメンバーの1人が狂暴なモンスターに変わっているのが発見され、緊張が高まる。 |                                                                                                 |           | |                               |                 |                    |
| 第2話 | Candy Carrier Chaos! キャンディー運び屋大騒動!                                                  | Gooseworx | ロビン・フレンチ (リード) ネダ・レイ                                                                        | Gooseworx                     | 2024年 5月3日   | 2024年 5月4日      |
| サーカスのメンバーはキャンディ王国のメープルシロップを盗んだ盗賊を捕まえる冒険に出発するが、ポムニと盗賊の一人はマップの下に転落してしまう。 |                                                                                                 |           | |                               |                 |                    |
| 第3話 | The Mystery of Mildenhall Manor ミルデンホール邸の謎 (YouTube) ミルデンホール荘園の謎 (Netflix) | Gooseworx | ロビン・フレンチ (リード) ネダ・レイ                                                                        | Gooseworx                     | 10月4日         | 10月5日            |
| メンバーはホラーなストーリーの冒険に向かう。ポムニとキンガーは他の皆とはぐれ、特に恐ろしい場所に入り込んでしまう。一方ズーブルはケインのセラピーを受けていた。 |                                                                                                 |           | |                               |                 |                    |
| 第4話 | Fast Food Masquerade ファストフード仮面舞踏会 (YouTube) 仮面舞うファストフード店 (Netflix)      | Gooseworx | ロビン・フレンチ (リード) AD・タエザ (シニア) ネダ・レイ                                                    | Gooseworx                     | 12月13日        | 12月14日           |
| ガングルの提案で、メンバーたちは人気ファストフードチェーンの「Spudsy’s」でアルバイトする冒険をすることになる。新しい仮面をつけてマネージャーとなったガングルの振る舞いは、いつもと全く異なるものだった。                                                                      |                                                                                                 |           | |                               |                 |                    |
| 第5話 | Untitled 無題                                                                                   | Gooseworx | ロビン・フレンチ (リード) AD・タエザ (シニア) ネダ・レイ Gooseworx (intermissionパート) 芦野芳晴 (2Dパート) | Gooseworx 芦野芳晴 (2Dパート) | 2025年 6月20日  | 2025年 6月21日     |
| サーカスの面々は、「高速お試しラウンド」として自分たちが提案した冒険を短時間ずつ体験することになるが、その過程で各々の内面や過去が明かされ、関係にも変化が生じていく。 |                                                                                                 |           | |                               |                 |                    |
| 第6話 | They All Get Guns みんなの手に銃を                                                              | Gooseworx | ロビン・フレンチ (リード) AD・タエザ (シニア) ネダ・レイ                                                    | Gooseworx                     | 8月15日         | 8月16日            |
| 人気キャラクター大賞の授賞式があるというケインから配られたものは銃だった。二人一組のチーム対抗で銃撃戦が始まる。 |                                                                                                 |           | |                               |                 |                    |

## 反響
本作のパイロット版は公開から約2週間で5000万回以上再生された。
日本でもネットを中心に多くの話題を集めた。